# جورج لانج (صاحب مطعم)
جورج لانج (ولد جورج ديوتش في 13 يوليو عام 1924 وتوفي في 5 يوليو عام 2011) وهو أمريكي ولد بالمجر ويمتلك مطعمًا ويكتب عن الأكل والسفر، بالإضافة إلى كونه ناقد وصحفي.
لانج هو الابن الوحيد لسيمون ديوتش ويعمل خياطًا ولإيلونا لانج. ترعرع في أسرة يهودية ميسورة الحال بشكل معتدل بمدينة سيكشفهيرفار المجرية، حيث تدرب على العزف على الكمان. وعندما تولى دوم سزتجاي رئاسة الحكومة في مارس 1944 حكم عليه بالعمل في معسكر العمال. ومات أبواه بعد ذلك في معتقل أوشفيتز إلا أنه تمكن من الهرب في غضون ستة أشهر. وقد قام بإخفاء هويته لينجو والتحق بالصليب المعقوف المؤيد للنازية وخدم به لمدة ثلاثة أشهر قبل أن يتم اكتشاف مكانه. وقد قامت القوات الروسية بتحرير بودابست قبل أن يتم إعدامه. وبالرغم من أنه حوكم على جرائم حرب باعتباره أحد أعضاء حزب الصليب المعقوف، إلا أنه تمت تبرئته. ولكنه شعر أنه «لم يعد هناك بقاء له في أوروبا». فقام بتغيير اسم عائلته ديوتش (وهى تعنى ألمان) وانتحل أسم والدته الأوسط وانتقل إلى الولايات المتحدة في عام 1946 مع ابن عمه إيفي واستقر في مدينة نيويورك في نفس العام.
عمل لانج بنيويورك في مجال المطاعم في وظيفة طاهي ومدير حفلات ثم مطورًا للمشاريع الجديدة لرابطة المطاعم وهى شركة رائدة أنشأت مطعم الفورسيزون وغيره من المطاعم المبتكرة. وقد عمل لفترة بمنطقة البواري، حيث كان يدير قاعة أفراح للأمريكان من أصل إيطالى قبل أن يبدأ العمل بفندق والدروف أستوريا في عام 1955. وفي 13 ديسمبر من عام 1955 ساعد في تنظيم أول حفل راقص بمسرح وينج الأمريكي وذلك احتفالاً بمرور خمسين عامًا على عمل هيلين هيز بعالم المسرح والسينما والاستعراض. كما بذل قصارى جهده في تنظيم مآدب عشاء في والدروف لمساندة القضايا المجرية والإعانات، حيث حضر في إحدى المناسبات أمثال إدوارد جى روبنسونوالعازف البيانو دوكلى وتم جمع حوالي 60000 دولار أمريكي.
أمضى لانج حوالي ثلاث سنوات رئيسًا للفورسيزون قبل أن يبدأ شركته الاستشارية. ويعد أول من عمل بمهنة استشارات المطاعم عندما أنشأ في عام 1970 مؤسسة جورج لانج. وحصل لانج في عام 1975 على الجائزة السنوية لأفضل العاملين بالمجال الفندقى. كما اشترى في نفس العام مطعم قهوة الفنانين (كافية دي أرتيست) وهو مطعم يشتهر بتواجد الموسيقيين والصحفيين وغيرهم. ومع ذلك، فإن المشروع الناجح لا يستمر للأبد فقد تم إغلاق كافية دى أرتيست عام 2009 أثناء الركود الكبير وذلك بعد التعرض لخسائر متصاعدة متلاحقة ومشكلات مع النقابة. وفي عام 1992، شارك لانج رونالد اس لودر في شراء مطعم جوندل الشهير ببودابست وقاما بإعادة ترميمه ورولاند أس لودر هو أمريكي مولود بالمجر وابن امبراطورة مستحضرات التجميل المعروفة إيستي لودر.
نشرت مؤسسة كنوبف للنشر السيرة الذاتية للانج عام 1998 وعنوانها «لا أحد يعرف المعاناة التي مررت بها»(وهو مرجع روحاني «لا أحد يعرف المشكلات التي مررت بها»). وقد نشر عدة كتب عن الطعام والسفر تشمل المرجع الكلاسيكى «مطعم المجر» والذي نشر عام 1984 وأعيد نشره في عام 1994 تحت اسم مطعم المجر لجورج لانج  كما عمل بشكل حصري محررًا صحفيًا في مجلة السفر والمتعة.
تزوج لانج ثلاث مرات وأنجب أربعة أبناء وقامت زوجتيه الأولى والثانية بتطليقه ثم تزوج عازفة البيانو ومغنية الأوبرا والممثلة دو لانج وهى من عائلة كابلو. ويعمل ابنهما براين لانج عازفًا للكمان في الحفلات الموسيقية وتعمل ابنتهما أندريا لانج مصممة جرافيك وقد توفيت أندريا عام 1990 في حريق هائل بسانت بربرا أثناء محاولتها الهروب من منزلها.
كان لانج متزوجًا من جانيفر هارفي لانج ويعالج من مرض الزهايمر عندما وافته المنية عن عمر يناهز 86 عامه في منزله في منهاتن. وقد كانت زوجتيه الأولى والثالثة وابنه بريان وابنته جورجينا وابنه سايمون على قيد الحياة عند وفاته.